# يونافا
يونافا (بالليتوانية: Jonava) هي تاسع أكبر مدينة في ليتوانيا، ويبلغ عدد سكانها حوالي 35,000 كاليفورنيا. تقع المدينة في مقاطعة كاوناس الواقعة بوسط ليتوانيا، حوالي 30 كم إلى الشمال الشرقي من كاوناس، التي تعتبر ثاني أكبر مدينة في ليتوانيا. وهي إحدى المدن التي يقوم مطار كاوناس الدولي بخدمتها. يقع بالقرب من المدينة مصنع أشيما، الذي يعتبر أكبر مصنع للأسمدة في دول البلطيق. ويطلق على المدينة أحياناً «عاصمة عيد منتصف الصيف».

## توأمة
ليونافا اتفاقيات توأمة مع كل من:
- باغراشينوفسك
- ديتشين
- كيدزيرزن كوزله
- بولوتسك
- Pucioasa [الإنجليزية]‏
- ريهيماكي

## أعلام
- داريوس ماسكوليناس
- جيلفيداس بيروتا
- ريكاردس تاموليس
- توماس ميكوكيس
- إزرائيل ديفيدسون